# Kodalhangerga, Aland
Kodalhangerga là một làng thuộc tehsil Aland, huyện Gulbarga, bang Karnataka, Ấn Độ.